# Rebstein
Rebstein je obec ve švýcarském kantonu St. Gallen. Nachází se na východě kantonu, nedaleko hranic s Rakouskem. Žije zde přibližně 4 400 obyvatel.

## Geografie
Rebstein je součástí kantonu St. Gallen a leží v oblasti údolí Alpského Rýna. Území obce se rozkládá od kanálu Rheintaler Binnenkanal na východě až po hranici s Appenzellem na západě. Sousedními obcemi jsou Balgach na severu, Marbach na jihu, Reute na západě a Oberriet na východě. Centrum obce leží na svazích masivu Appenzellských Alp. Nejvyšší bod se nachází na severovýchodě v Lomu ve výšce asi 680 m n. m. pod vrcholem Sturzenhard (726 m n. m.). Na severu tvoří Rappentobel hranici s obcí Balgach. Na jihu Rebstein téměř plynule přechází v Marbach a na severu v Balgach. Tyto tři obce tvoří urbanisticky téměř jeden celek. Nejníže položená oblast Rebsteinu leží ve výšce 407 m n. m. mezi Rietaachem a Binnenkanalem.
Kromě Binnenkanalu je důležitým odvodňovacím kanálem protékajícím rovinou v Rebsteinu řeka Ländernach. Přichází od Marbachu, teče přes Balgach do Widnau, kde nakonec ústí do Binnenkanalu. Rebsteinem protéká také potok Rebsteiner Bach. Pramení v Obereggu jako Schlipfbach a vlévá se do Ländernachu na Kalbwoadu (407 m n. m.).
Rebstein má stejně jako všechny obce v údolí Alpského Rýna silnou vazbu na Alpský Rýn.

## Historie

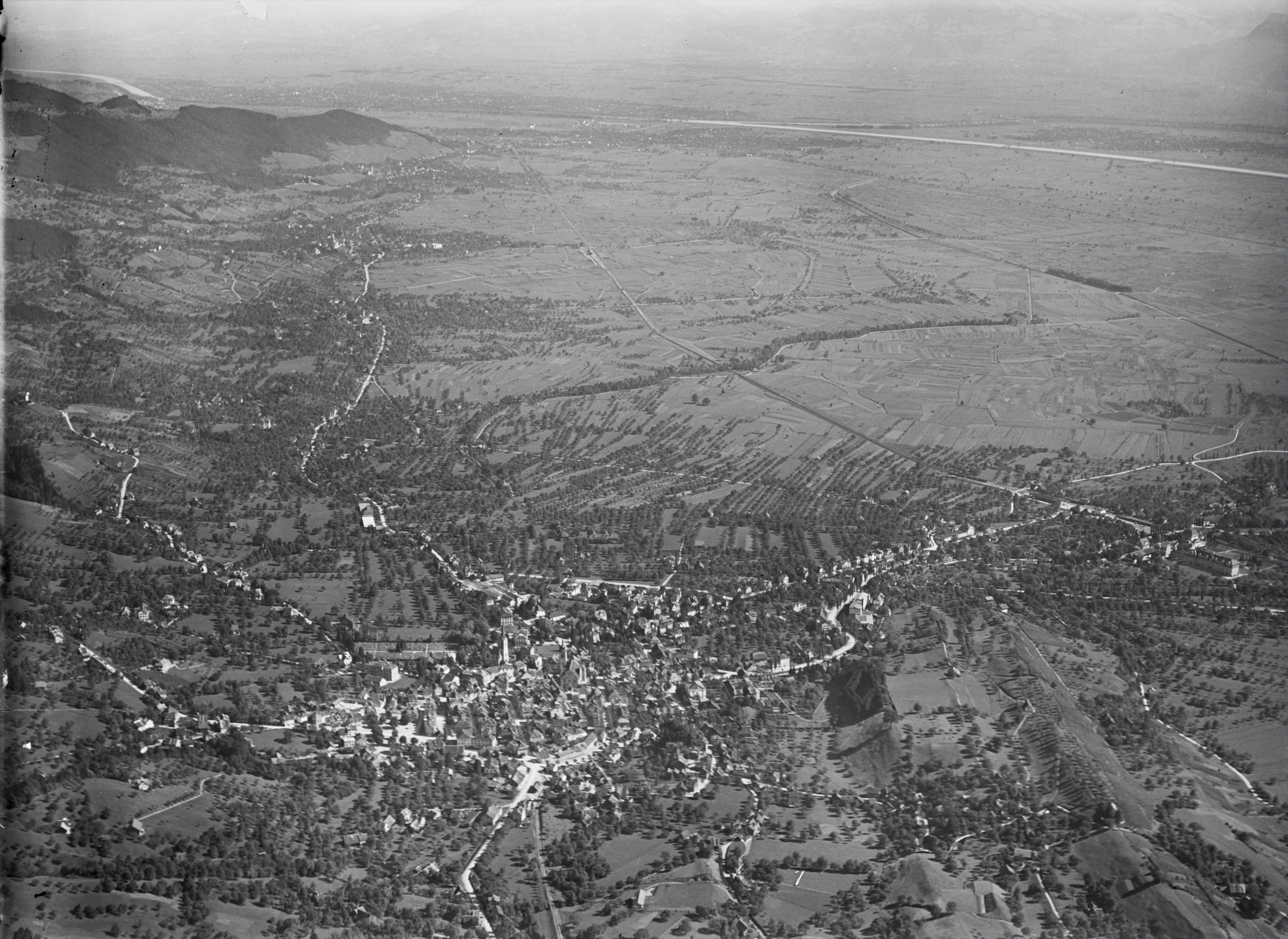
Altstätten, Marbach a Rebstein (letecký pohled z roku 1927)

První zmínka o obci pochází z roku 1270 pod názvem Rebistain. Rebstein jako součást panství Marbach připadl v 9. století z větší části klášteru St. Gallen. Ve vrcholném a pozdním středověku jsou doloženi služebníci z Hardeggu a von Ems, kteří byli obdařeni opatskými lény. Páni z Hardeggu prodali svůj poslední majetek špitálu v St. Gallenu v roce 1388, páni z Emsu svá práva kostelu v St. Gallenu v roce 1473. Od roku 1490 do roku 1798 patřil Rebstein k hofmistrovství Rheintal.
V roce 1898 zde byla zřízena samostatná katolická farnost. Reformovaní, kteří směli od roku 1712 společně užívat kapli svatého Šebestiána, si v roce 1782 založili vlastní farnost. V letech 1729 a 1735 se katolická a reformovaná školní farnost v Marbachu oddělily. V roce 1803 se Rebstein stal politickou obcí v novém kantonu St. Gallen.
V letech 1844, 1880 a 1891 obec zachvátily požáry. V poslední čtvrtině 19. století se Rebstein změnil z vinařské a zemědělské obce na průmyslovou vesnici. Kromě strojového vyšívání, které se provádělo doma, zde byla také rozsáhlá zemědělská výroba. Mezi firmami, provozujícími výšívání a založenými v té době, se dařilo především firmě Jacoba Rohnera, která si získala celosvětové renomé a v roce 1992 se sloučila do společnosti Forster Rohner AG. Krize textilního průmyslu ve 20. a 30. letech 20. století Rebstein těžce zasáhla. V souvislosti s melioracemi v Porýní v letech 1941 až 1953 zanikla prakticky všechna malá hospodářství a v Porýnské oblasti vznikla větší hospodářství.

## Obyvatelstvo

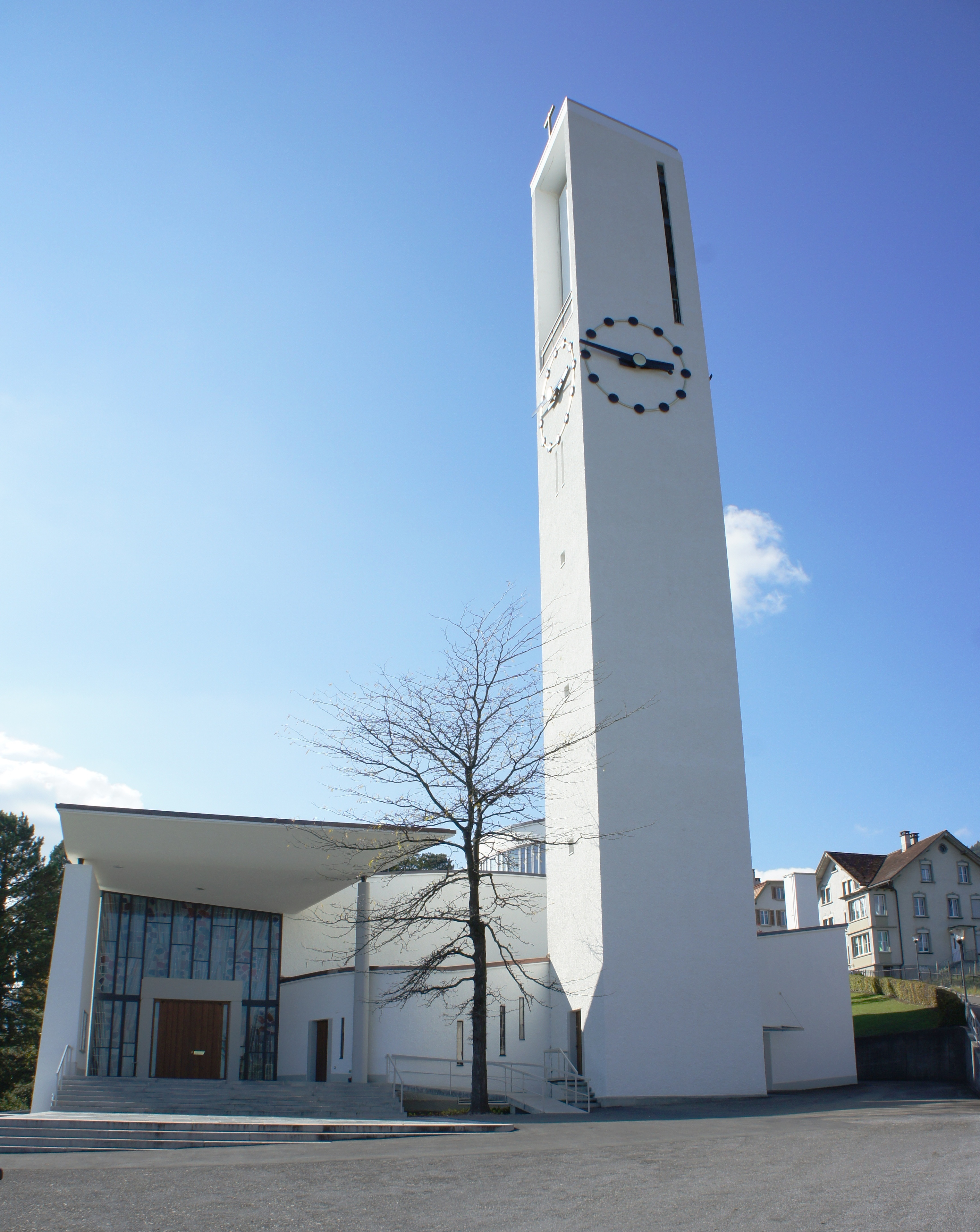
Katolický kostel v Rebsteinu

| Rok            | 1900 | 1940 | 1950 | 1960 | 1970 | 1980 | 1990 | 1995 | 2000 | 2005 | 2010 | 2015 |
| Počet obyvatel | 1936 | 2126 | 2419 | 2737 | 3414 | 3315 | 3568 | 3952 | 4067 | 4181 | 4294 | 4431 |

## Hospodářství
Původně se v Rebsteinu pěstovala hlavně vinná réva (odkud pochází také název obce a obecní znak), než byla v 19. století vytlačena vyšíváním. Po melioraci Rýnské nížiny v letech 1941–1953 se uvolnily produkční plochy a zemědělství a obchod se mohly usadit na rovině. Dnes se vinná réva pěstuje na celkem 3 hektarech.
V Rebsteinu se nachází pivovar Sonnenbräu, poslední soukromý pivovar v údolí Rýna u St. Gallenu.

## Doprava

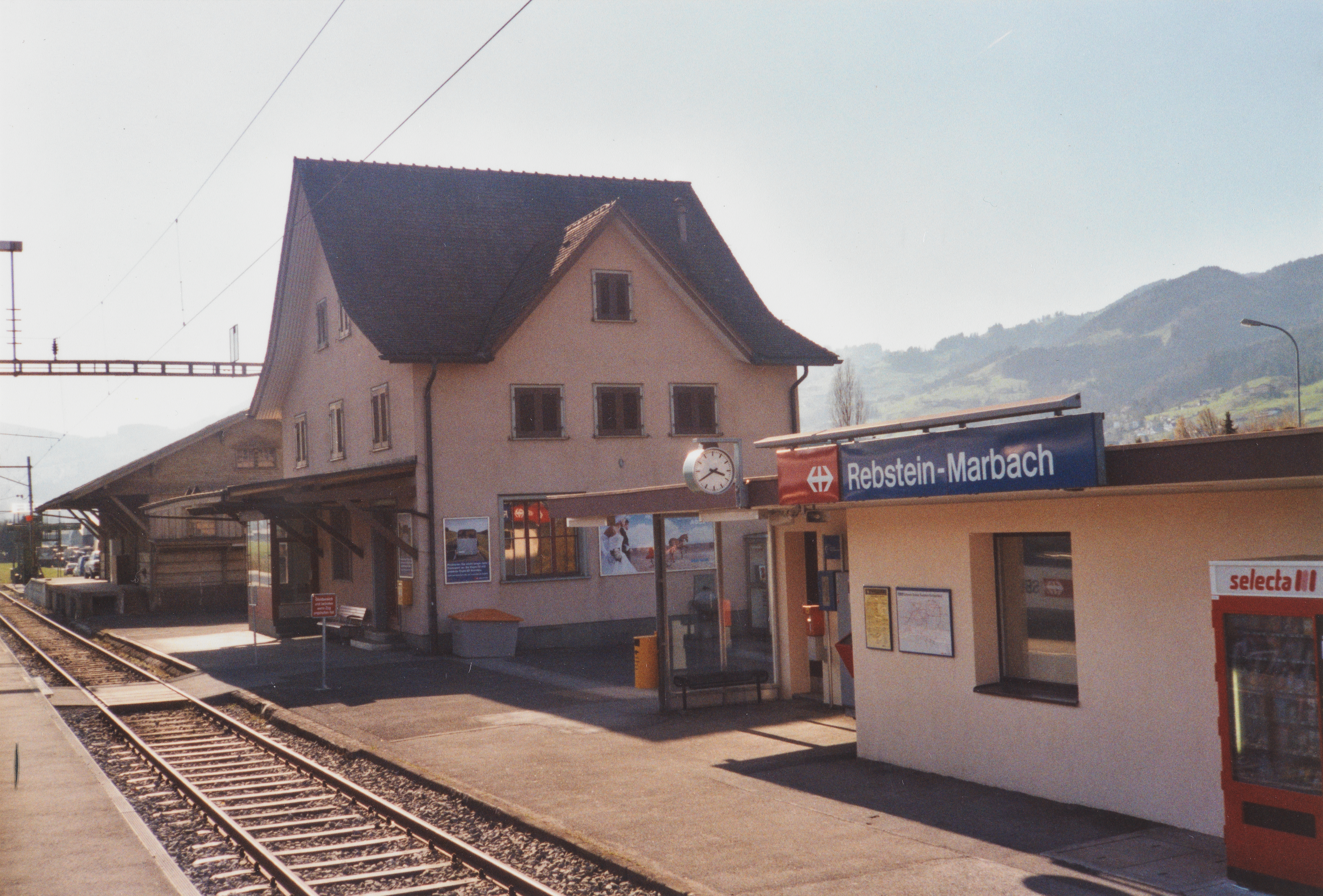
Železniční stanice Rebstein-Marbach

Rebstein je obsluhován železniční tratí Chur–Rorschach díky stanici Rebstein-Marbach a autobusovou linkou číslo 301 dopravce RTB Rheintal. Ta je nástupcem trolejbusové linky Altstätten–Berneck, která byla zrušena v roce 1977 a v roce 1940 naopak nahradila tramvaj Altstätten–Berneck, která byla otevřena v roce 1897.